# (13014) Hasslacher
(13014) Hasslacher es un asteroide perteneciente al cinturón de asteroides descubierto el 17 de noviembre de 1987 por Richard P. Binzel desde la Estación Anderson Mesa (condado de Coconino, cerca de Flagstaff, Arizona, Estados Unidos).

## Designación y nombre
Designado provisionalmente como 1987 WJ1. Fue nombrado en memoria de Marian Brasseau Hasslacher (1901-1997) y Charles Alfred (Carl) Hasslacher (1897-1973), abuelos maternos del descubridor, quienes alentaron y permitieron su carrera como astrónomo.

## Características orbitales
Hasslacher está situado a una distancia media del Sol de 3,159 ua, pudiendo alejarse hasta 3,553 ua y acercarse hasta 2,765 ua. Su excentricidad es 0,125 y la inclinación orbital 7,048 grados. Emplea 2050,73 días en completar una órbita alrededor del Sol.
Los próximos acercamientos a la órbita de Júpiter ocurrirán el 12 de octubre de 2029, el 17 de mayo de 2040 y el 16 de julio de 2114.
Pertenece a la familia de asteroides de (1298) Nocturna.

## Características físicas
La magnitud absoluta de Hasslacher es 13,51. Tiene 13,598 km de diámetro y su albedo se estima en 0,047.